# چیزی در هوا
چیزی در هوا (به انگلیسی Something in the Air) فیلمی درام به کارگردانی الیویه آسایاس است که در سال ۲۰۱۲ منتشر شد.
این فیلم روایتی است عاشقانه از حوادث می1968فرانسه.